# Sedile (aviazione)

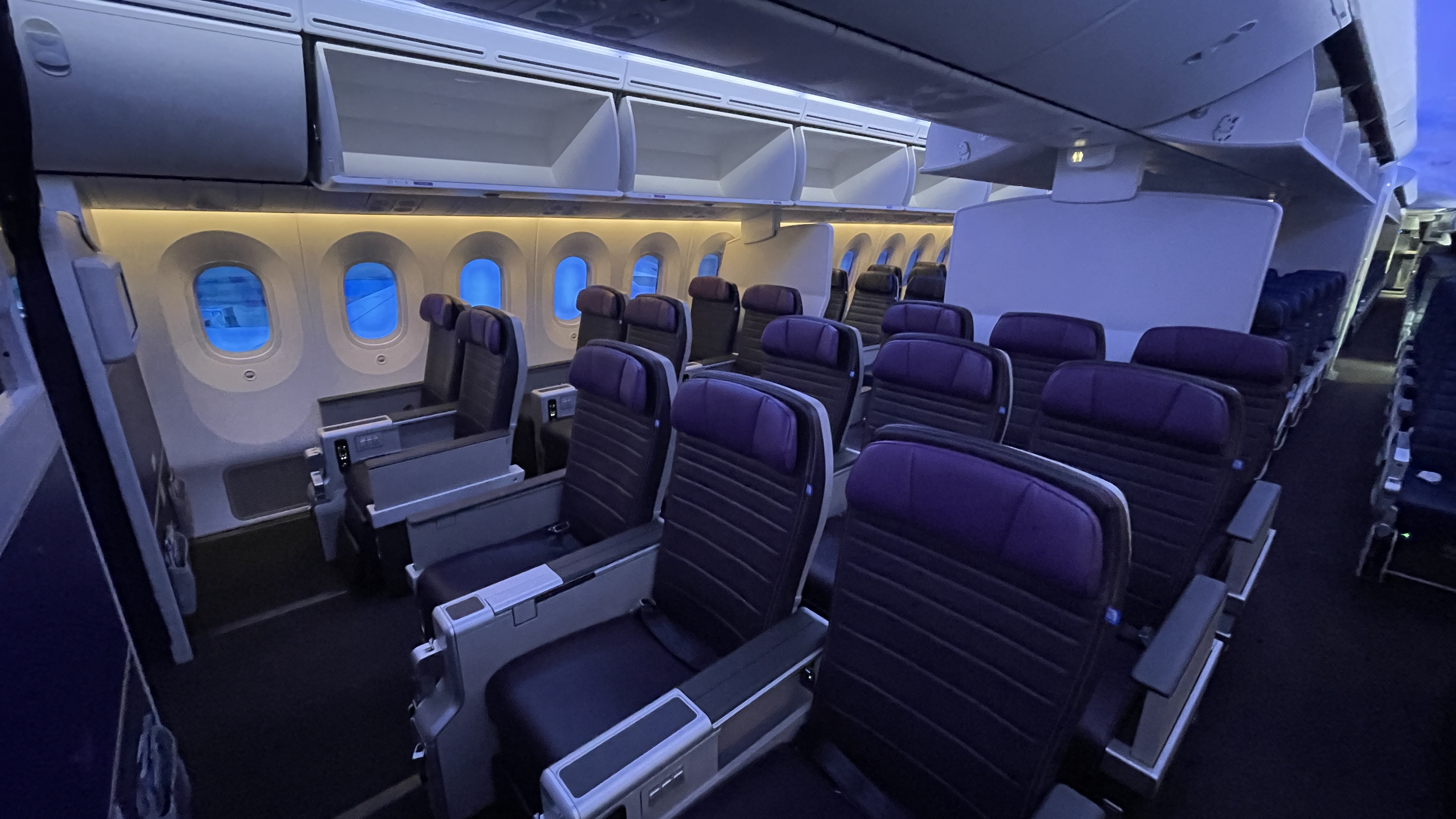
Dei sedili su un Boeing 787 Dreamliner di United Airlines.

Il sedile, su un aereo di linea, è una struttura che permette ai passeggeri di sedersi per tutta la durata del volo. I sedili sono solitamente disposti in file che attraversano la fusoliera dell'aereo. Uno schema di tali posti a sedere in un aereo è chiamato "mappa dei posti a sedere" o  "LOPA" (Layout-Passenger Accommodation).

## Caratteristiche
I sedili sono fissati a dei binari sotto il pavimento che corrono lungo la fusoliera dell'aereo. Se la compagnia aerea desidera riconfigurare i sedili, si tratta di un'operazione di minore entità. Per la sicurezza dei passeggeri, tutti i sedili degli aerei sono dotati di cinture di sicurezza.

### Servizi di base
I sedili degli aerei possono essere dotati di un meccanismo di reclinazione per essere più confortevoli, questo meccanismo può essere sia meccanico (spesso presente in classe economica, classe business e prima classe sui voli a corto raggio) che elettrico (solitamente presente in prima classe e classe business sui voli a lungo raggio). La maggior parte dei sedili dispone anche di un tavolino pieghevole per mangiare e leggere; in classe economica è presente sullo schienale del sedile, mentre in prima classe e in classe business si può trovare all'interno del bracciolo. La maggior parte dei sedili è inoltre dotata di una tasca che può contenere una rivista di bordo e le istruzioni di sicurezza.

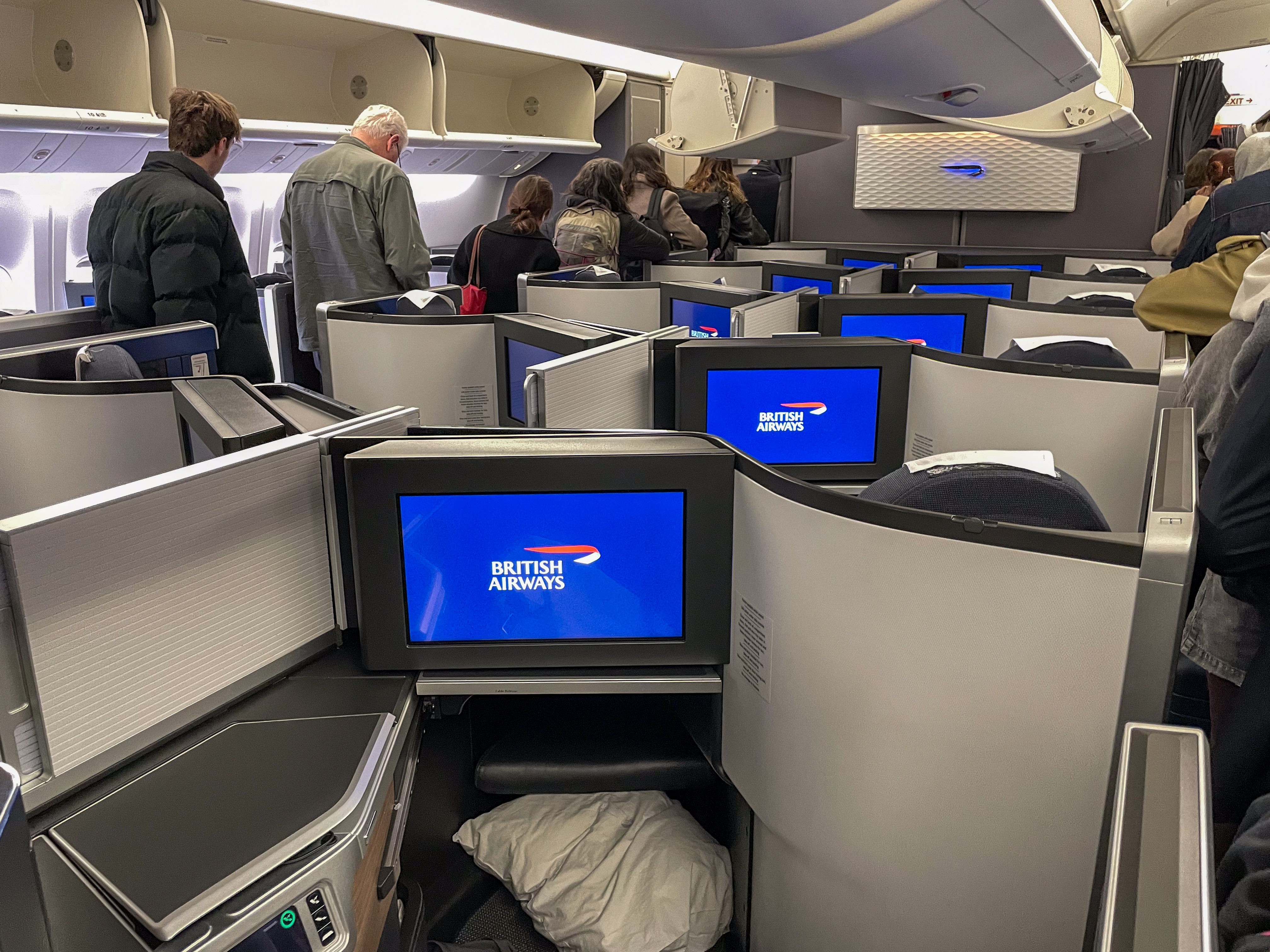
Sedili di classe business su un Boeing 777-300ER di British Airways.

Sugli aerei di piccole e medie dimensioni, o sulle compagnie aeree a basso costo, alcuni di questi servizi potrebbero non essere disponibili. Ad esempio, su diversi velivoli di Ryanair, sono presenti sedili non reclinabili senza tasche portaoggetti, con i manuali di sicurezza attaccati sullo schienale. Anche sugli altri aerei di linea con sedili reclinabili, alcuni di essi  potrebbero avere una reclinazione limitata o addirittura nulla. In genere, questo avviene nell'ultima fila della cabina, dove una paratia posteriore blocca la reclinazione, o nei sedili immediatamente di fronte all'uscita di emergenza, dove un sedile reclinato potrebbe limitarne  l'accesso, creando un potenziale rischio per la sicurezza. Alcuni siti web di recensioni di sedili come "SeatGuru" spesso segnalano agli altri passeggeri questi sedili. Durante il decollo e l'atterraggio, l'equipaggio chiede ai passeggeri di mettere i sedili in posizione "verticale" (non reclinati) e di chiudere i tavolini.

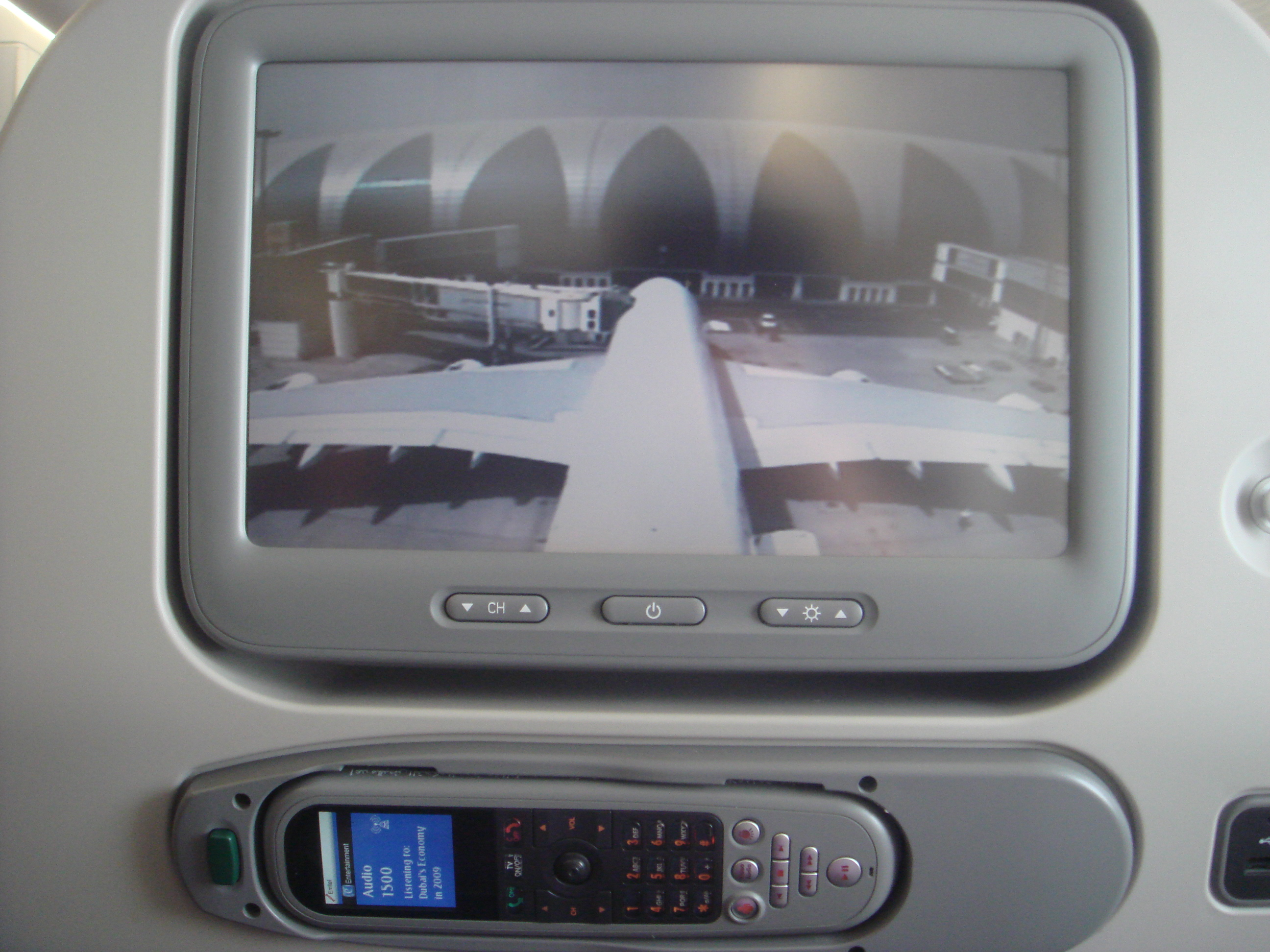
Schermo dell'infotainment (ICE) su un Airbus A380 di Emirates. L'infotainment mostra, dalla telecamera montata sul piano orizzontale, l'aereo visto dall'alto.

### Servizi avanzati
Elettronica
I sedili possono essere dotati di prese di prese elettriche (EmPower, AC, DC o USB) e di cuffie per l'audio. La maggior parte delle compagnie aeree includono anche schermi personali come parte dell'in-flight entertainment sugli aerei a lungo raggio, ma alcuni aerei utilizzano un sistema "Bring Your Own Device" in cui i passeggeri utilizzano i propri dispositivi elettronici. Gli schermi sono spesso touchscreen o possono essere controllati tramite un telecomando. In classe economica e in classe economica premium, lo schermo si trova generalmente sullo schienale di uno dei sedili, ma in un posto in prima fila potrebbe essere necessario estrarlo da un apposito vano dopo il decollo e riporlo prima dell'atterraggio.
Poggiatesta regolabili

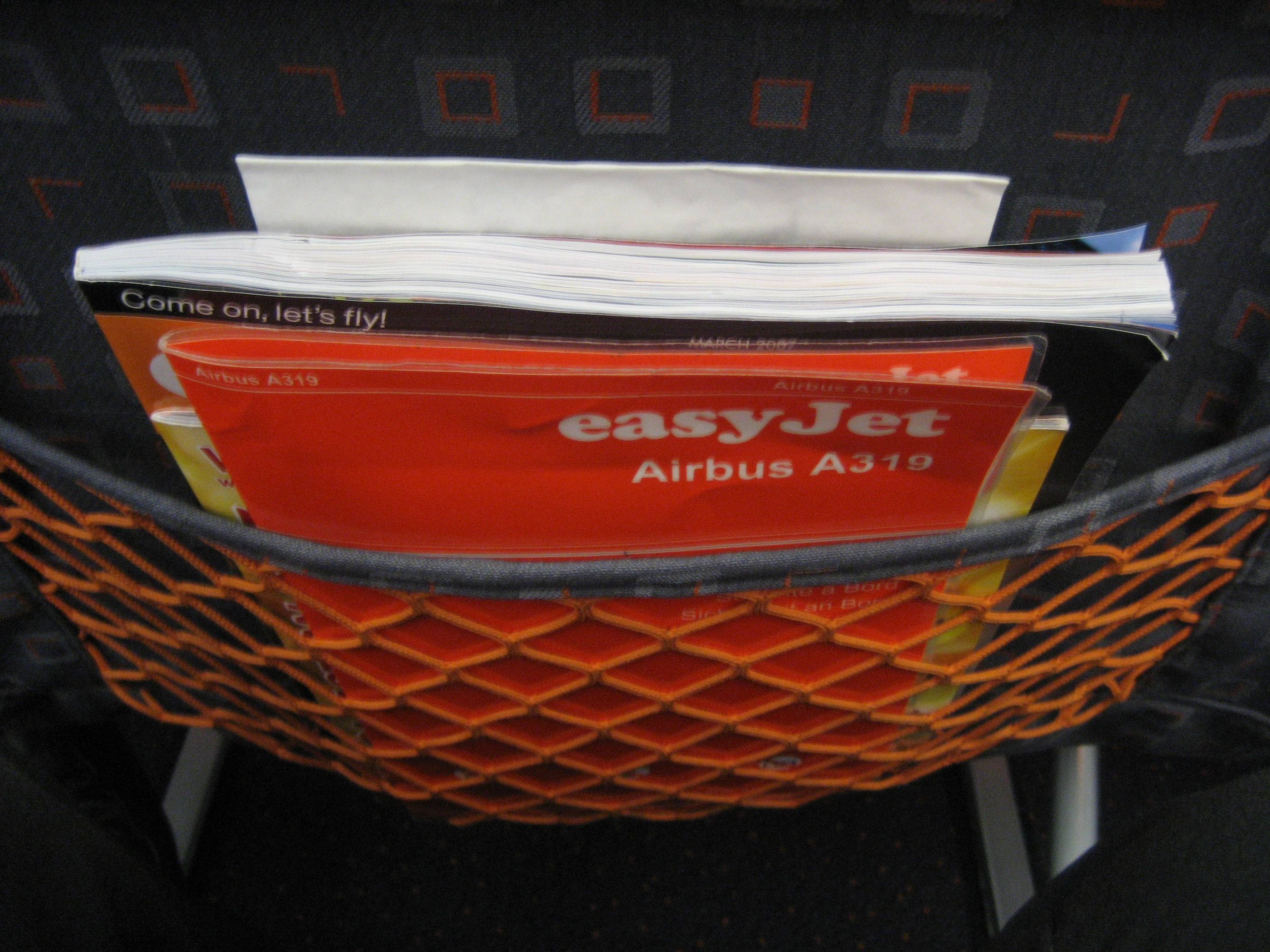
Una tasca portaoggetti su un Airbus A319 di EasyJet contenente istruzioni di sicurezza e riviste.

La maggior parte degli aerei a lungo raggio (e anche quelli a corto raggio di alcune compagnie aeree) sono dotati di sedili con poggiatesta regolabili in tutte le classi, consentendo al passeggero di regolarlo per ottenere più comfort.
Supporto lombare regolabile
Il supporto lombare regolabile elettricamente è presente sulla maggior parte dei sedili di prima classe e classe business sui voli a lungo raggio. In casi eccezionali, anche la classe economica può includere un supporto lombare regolabile meccanicamente su alcuni aerei a medio-lungo raggio. Tuttavia, l'attuale tendenza da parte delle compagnie aeree di installare sedili più piccoli e sottili in classe economica, ha fatto scomparire quasi del tutto questo servizio dalla maggior parte delle nuove installazioni.
Funzione massaggiante
Alcuni sedili di classe business, come il Recaro CL 4420, sono dotati di una funzione massaggiante integrata.
Sedili completamente reclinabili
Alcune cabine di classe business sono dotate di sedili reclinabili fino a raggiungere una determinata posizione angolare. Questi sedili offrono un comfort maggiore rispetto ai tradizionali sedili reclinabili, ma sono meno comodi dei sedili presenti in prima classe.
La maggior parte delle cabine di prima classe e un numero crescente di cabine di classe business sono dotate di sedili che si reclinano completamente fino a 180°, formando un letto.

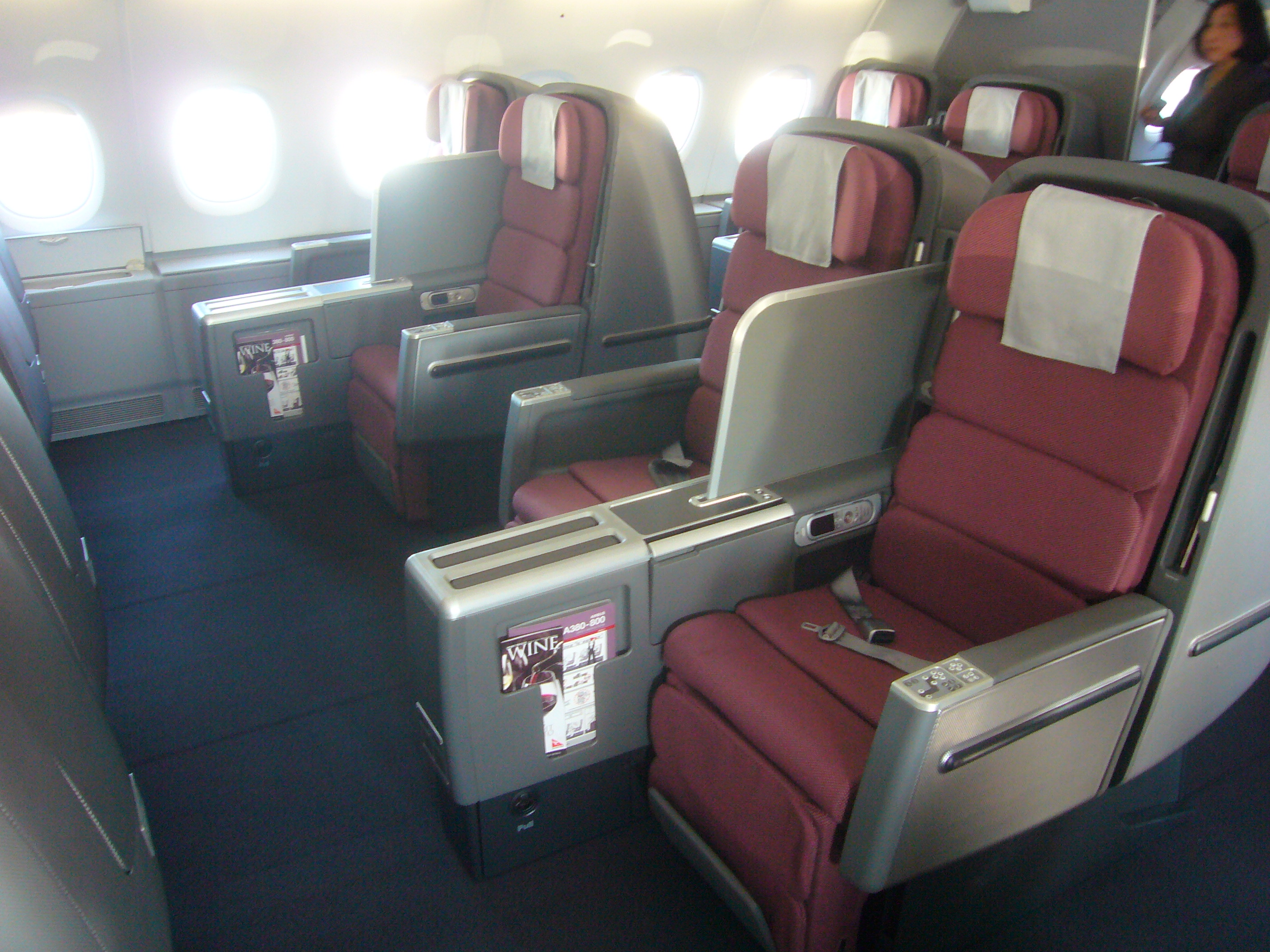
Sedili di classe business "Skybed" di Qantas.

Sedili di classe economica "Slimline"
Alcune compagnie aeree stanno introducendo nuovi sedili "slimline" in classe economica. Sebbene il termine "slimline" non abbia una definizione precisa, i sedili slimline presentano una minore quantità di imbottitura nella parte posteriore.
I sedili slimline hanno un peso minore rispetto ai normali sedili e si sostiene che consentano alle compagnie aeree di aumentare la capacità dell'aereo senza compromettere significativamente il comfort dei passeggeri. Molti viaggiatori, tuttavia, hanno espresso disappunto per questi sedili. Inoltre, il Dipartimento dei Trasporti degli Stati Uniti (DOT) ha iniziato a esaminare i problemi di sicurezza associati all'aumento della capacità degli aeromobili e alla riduzione della distanza tra i posti a sedere derivante dall'installazione dei sedili "slimline". In un'udienza del 14 aprile 2015 del "Comitato consultivo per la tutela dei viaggiatori", Cynthia Corbett, un'investigatrice della Federal Aviation Administration (FAA), discusse le preoccupazioni relative all'evacuazione di emergenza di aeromobili con maggiore capacità. L'associazione "Flyers Rights" intentò una causa legale contro la FAA nel 2017, sostenendo che l'agenzia aveva la responsabilità di impedire che i sedili diventassero così stretti da rappresentare un problema di sicurezza in caso di emergenza.
Questo tipo di sedile è stato introdotto per la prima volta da Recaro, ma anche diversi altri produttori (come "Weber Aircraft LLC" e "B/E Aerospace") hanno introdotto i propri sedili slimline. Questi sedili possono essere dotati o meno di poggiatesta regolabili e generalmente non dispongono di supporto lombare.
Un'innovazione più recente di "Zodiac Seats U.S." (precedentemente "Weber Aircraft LLC") è un sedile articolato, in cui il sedile si muove in avanti oltre ad inclinarsi all'indietro. Tali sedili sono stati installati su alcuni aerei di Aer Lingus, Delta Air Lines, Emirates, American Airlines e Avianca. Questo tipo di seduta è stato infine adottato da concorrenti come "B/E Aerospace" e Recaro.

## Disposizione dei sedili
Le cabine degli aerei vengono spesso classificate come a fusoliera stretta se c'è un unico corridoio con sedili su entrambi i lati, oppure a fusoliera larga se ci sono due corridoi con un blocco di sedili tra di essi, oltre ai sedili laterali.

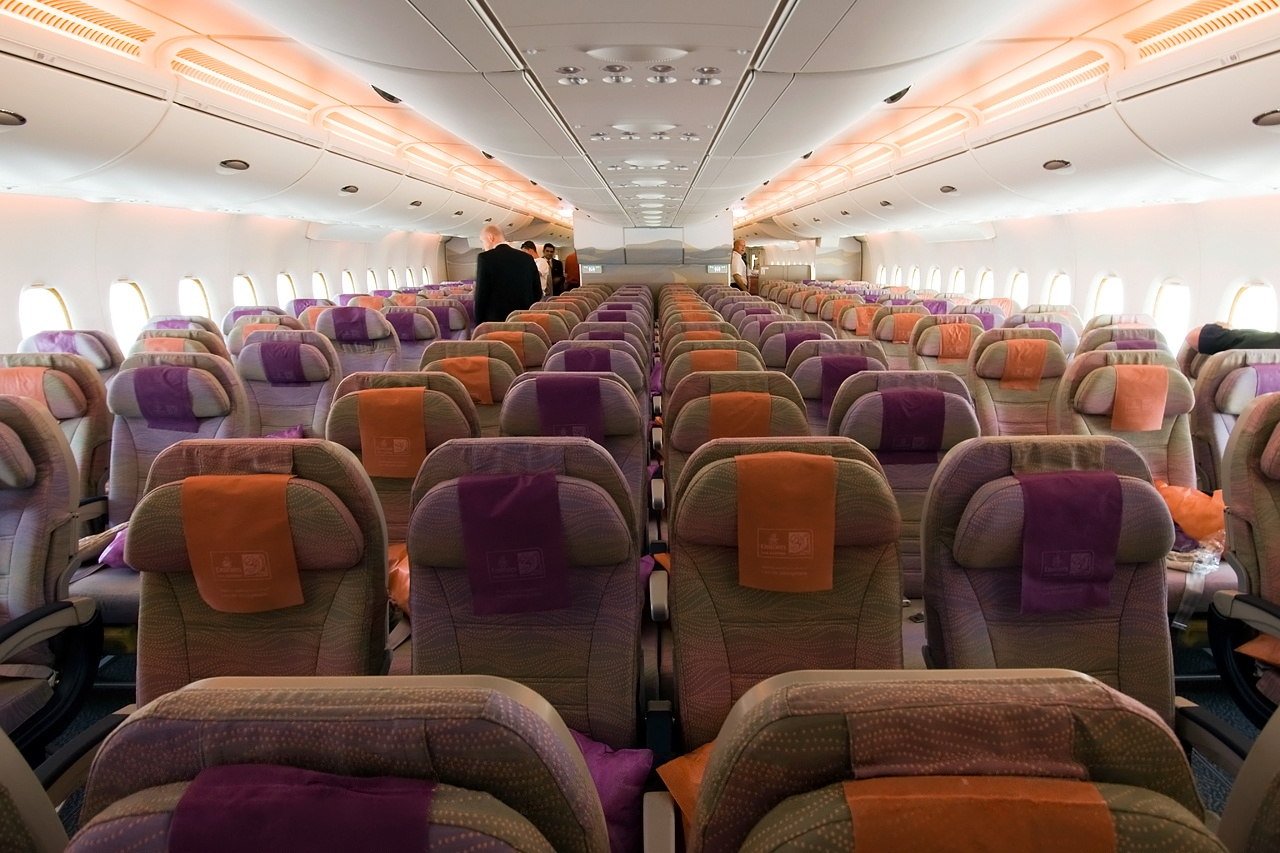
Sedili in configurazione 3-4-3 su un Airbus A380-861 di Emirates.

Il numero di posti affiancati è influenzato dalla larghezza dell'aeromobile. Su aerei molto piccoli come il Beechcraft 1900 ci sono solo sedili individuali su ciascun lato del corridoio (in configurazione 1-1). Gli aerei a fusoliera stretta più larghi, come l'Airbus A320 e il Boeing 737, hanno sei posti affiancati in disposizione 3-3. Esistono anche configurazioni asimmetriche, come quella dell'Embraer ERJ che ha una configurazione 1-2, mentre il Douglas DC-9, il Sukhoi Superjet 100 e l'Airbus A220 hanno in genere una disposizione 2-3.

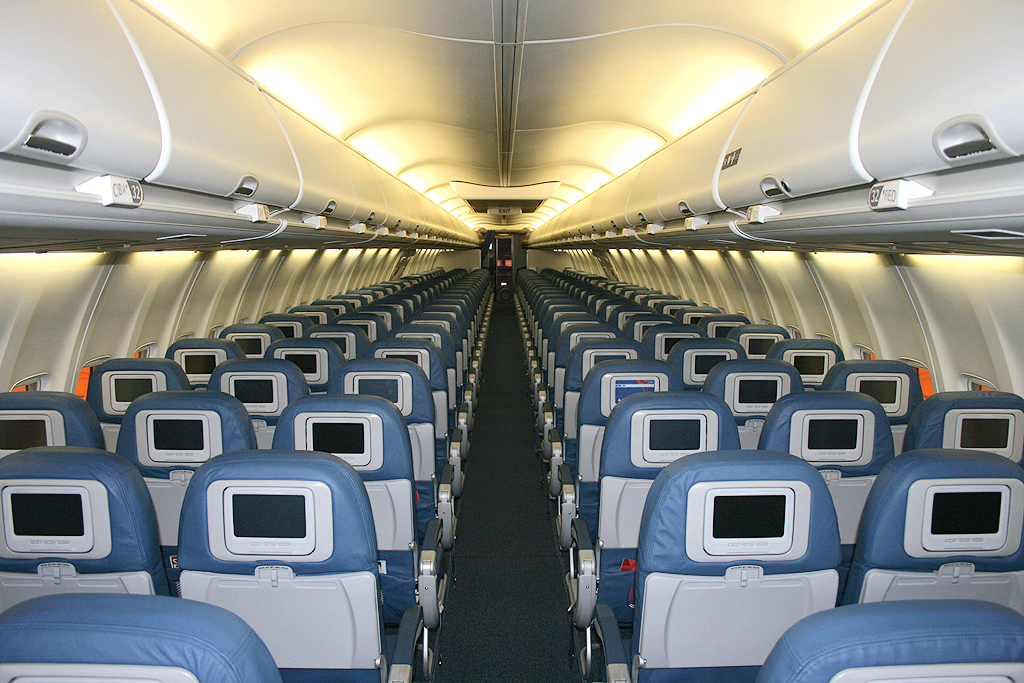
Sedili in configurazione 3-3 su un Boeing 737-800 di Delta Air Lines.

Sugli aerei a fusoliera larga, il blocco centrale di sedili tra i corridoi può avere fino a 5 posti su alcuni Boeing 777, sebbene Boeing raccomandi la disposizione 3-3-3 rispetto alla configurazione 2-5-2. Aerei molto larghi come il Boeing 747 o l'Airbus A380 hanno dieci posti affiancati, in genere in una disposizione 3-4-3, sebbene questa disposizione sia talvolta utilizzata anche come disposizione ad alta densità su aerei che normalmente ospitano nove posti affiancati, come il Boeing 777. Recentemente, molte compagnie aeree hanno installato dieci posti affiancati sui Boeing 777-300. Sul Boeing 787, una disposizione 3-3-3 a nove posti è stata presa come riferimento da tutte le compagnie, ad eccezione della disposizione 2-4-2 a otto posti di Japan Airlines, che offriva una seduta più spaziosa per i suoi passeggeri.

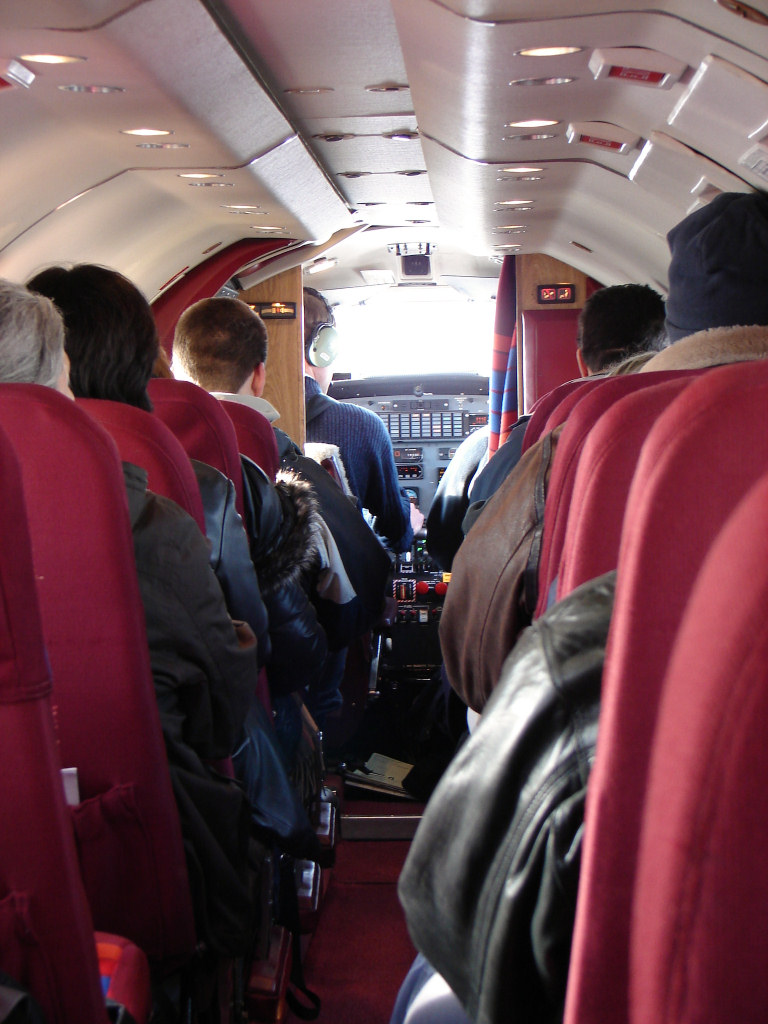
Sedili in configurazione 1-1 su un Fairchild Metro.

Pur con alcune eccezioni, la maggior parte dei sedili degli aerei commerciali è rivolta in avanti e sugli aerei militari i sedili sono spesso rivolti all'indietro. In passato, Southwest Airlines offriva alcuni sedili rivolti all'indietro su alcuni aerei, ma tale opzione è stata ora annullata. I sedili rivolti all'indietro sono comuni anche sui jet privati, per offrire una disposizione faccia a faccia. Anche British Airways, United Airlines e American Airlines offrono sedili rivolti all'indietro rispettivamente nelle loro cabine "Club World" (tranne sull'Airbus A350), "United First Class" sui voli nazionali con i Boeing 777-200 e alcune classi business. Si è sostenuto che i sedili rivolti all'indietro siano più sicuri perché, in caso di incidente, la decelerazione improvvisa spingerebbe il passeggero sul sedile rivolto all'indietro anziché fuori, il che significa che la forza viene distribuita sull'intero schienale del sedile, anziché sulle cinghie della cintura di sicurezza. Le argomentazioni contrarie a tali sedili si basano sul comfort, sulla sicurezza e sui costi. Si potrebbe sostenere che i passeggeri che desiderano la disposizione naturale dei sedili rivolti in avanti potrebbero trovarsi a disagio con una disposizione all'indietro. Per quanto riguarda l'aspetto della sicurezza, si è sostenuto che durante un incidente aereo i detriti, come i bagagli, volassero in avanti nella cabina, investendo i passeggeri seduti sui sedili rivolti all'indietro. Per quanto riguarda i costi, i sedili rivolti all'indietro necessitano di un ulteriore rinforzo, il che comporta un peso aggiuntivo e quindi costi di carburante più elevati.
Molte compagnie aeree forniscono mappe della disposizione dei posti a sedere sui vari aeromobili. Per le compagnie aeree che non dispongono di mappe dei posti a sedere, siti web come SeatGuru mostrano le mappe dei posti per le compagnie aeree sopra menzionate.

### Disposizione dei sedili in una singola fila
I posti che danno sul finestrino si trovano ai lati dell'aereo, sebbene alcuni aerei abbiano file di sedili in cui manca un finestrino. I posti finestrino sono preferiti dai passeggeri che vogliono avere una vista panoramica o una parete a cui appoggiarsi. I passeggeri nei posti adiacenti al corridoio hanno il vantaggio di poter lasciare il posto senza dover scavalcare gli altri passeggeri e di avere un corridoio in cui allungare le gambe. Se un blocco di posti ha tre o più posti, ci saranno anche posti centrali, che tuttavia sono poco popolari perché il passeggero è schiacciato tra gli altri due senza i vantaggi dei posti che danno sul finestrino o sul corridoio. I posti centrali vengono in genere prenotati per ultimi.

## Dimensioni del sedile
Quando si valuta la dimensione (e il comfort) di un sedile, i termini principali utilizzati sono spazio tra il sedile frontale e larghezza. Le autorità aeronautiche non hanno mai prescritto dei limiti minimi per le dimensioni dei sedili sugli aeromobili.

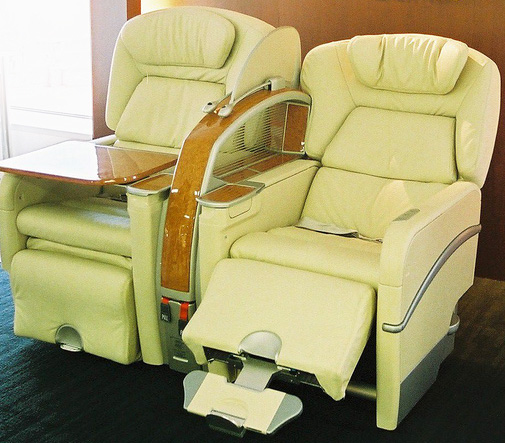
I sedili di prima classe utilizzati sui voli nazionali di Japan Airlines nel 2007.

Nel 2016 venne riportato che la distanza media tra le file di sedili (spazio) era scesa da 89 cm  (31 pollici), a oltre 79 cm (35 pollici), mentre la larghezza media dei sedili si era ridotta da 46 cm (17 pollici) a 43 cm (18 pollici) nei due decenni precedenti.

### Spazio tra i sedili
La distanza tra i sedili è definita come lo spazio tra un punto su un sedile e lo stesso punto sul sedile frontale. In quasi tutti i casi, la distanza tra i sedili aumenta in base alla classe di viaggio (economica, business, prima ecc.). Per molte compagnie aeree, la distanza in classe economica è compresa tra i 74 e gli 81 cm (29-32 pollici). Lo spazio per le gambe dipende dalla distanza tra i sedili e dallo spessore dello schienale. Le compagnie aeree hanno affermato che una riduzione della distanza tra i sedili può essere compensata da un design più sottile dello schienale.
La distanza tra i sedili della classe business di American Airlines nei suoi ex Boeing 767-200 era di 160 cm (62 pollici), la più grande in qualsiasi classe business a corto raggio. US Airways, ora fusa con American Airlines, aveva dei sedili di prima classe con letto piatto nei suoi Airbus A330-300 con una distanza tra i sedili di 240 cm (94 pollici).
Nel 2010 la distanza tra i sedili delle compagnie aeree a basso costo poteva essere di soli 71 cm (28 pollici) nel caso della Spirit Airlines, ma era in genere di 74 cm (29 pollici) o 76 cm (30 pollici).

### Larghezza del sedile
Esiste una certa ambiguità sul significato di "larghezza del sedile". Può essere intesa come la larghezza racchiusa dai braccioli su ciascun lato, ovvero la larghezza disponibile per sedersi, oppure la distanza dal punto medio di un bracciolo al punto medio del successivo, una cifra più grande della larghezza di un bracciolo, e della larghezza disponibile per le spalle. Si ritiene che la maggior parte delle compagnie aeree utilizzi il primo di questi parametri. In classe economica questa larghezza era in genere compresa tra i 43 e i 46 cm (17-18 pollici) nel 2003.

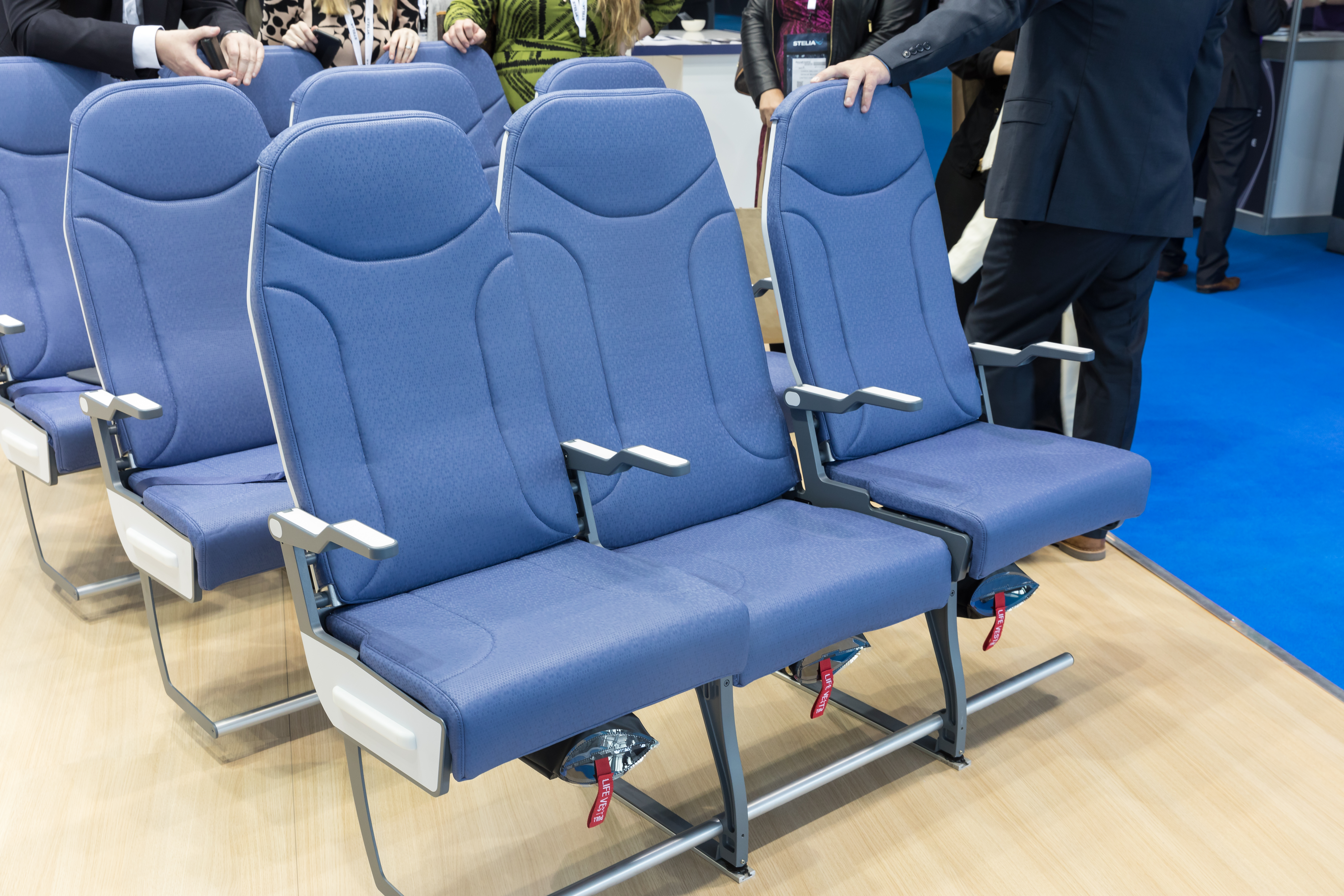
Sedili di classe economica che presentano delle larghezze variabili (più larghezza per il posto centrale, meno larghezza per il posto finestrino).

Nel 2013, Airbus affermò che, per i voli a lungo raggio, dovrebbe esserci uno standard industriale per una larghezza minima del sedile di 45 cm nelle cabine di classe economica, ma la sua rivale Boeing sostenne che spettava alle compagnie aeree decidere. Anche le persone, mediamente e nel corso degli anni, sono sempre di più aumentate di peso: il peso dell'uomo americano medio sui 40 anni è infatti aumentato del 10% nei 30 anni successivi all'introduzione del Boeing 747 nel 1970. Il sedile più stretto da 43 cm di larghezza preferito da Boeing è stato ereditato dagli anni '50, quando furono introdotti per la prima volta gli aerei di linea. Negli anni '70 e '80, con l'introduzione del Boeing 747 e dei primi aeromobili Airbus, 45 cm sono diventati lo standard per i voli a lungo raggio. I sedili sono furono allargati a 46 cm con il Boeing 777 negli anni '90 e con l'Airbus A380 negli anni 2000. Molte compagnie aeree stanno adottando sedili più leggeri da 43 cm di larghezza sui loro Boeing 777 e Boeing 787, così come sedili da 45 cm per gli Airbus A350. Sebbene per quasi 20 anni, la configurazione standard nella parte posteriore di un Boeing 777 fosse di nove posti per fila, nel 2012 quasi il 70% della versione più grande di dell'aereo venne consegnato con 10 posti a sedere affiancati. Quando Airbus introdusse il suo Airbus A380, offrì 10 posti a sedere affiancati, dando a ciascun passeggero fino a 48 cm di spazio per i fianchi. Nel 2013, dieci compagnie aeree volavano con l'Airbus A330 con nove posti da 42 cm in ogni fila, anziché i 20 per cui era stato progettato. Uno studio commissionato da Airbus concluse che due cm in più di larghezza del sedile migliora la qualità del sonno del 53%.
La larghezza dei sedili è variata nel tempo. Nel 1985 nessuna delle quattro principali compagnie aeree statunitensi offriva sedili con una larghezza inferiore a 48 cm. Dall'inizio del XXI secolo fino al 2018 la larghezza media dei sedili è diminuita da 47 a 43 cm, e talvolta fino a 40 cm. Nel 2023, la larghezza dei sedili è iniziata nuovamente ad aumentare, ma lo spazio per le gambe è diminuito.

### Sedile mobile

Un sedile mobile.

Un "sedile mobile" è un sedile fornito dalle compagnie aeree ai passeggeri che necessitano dell'uso di una sedia a rotelle. Mentre la maggior parte dei treni, degli autobus e di altri mezzi di trasporto pubblico dispongono di spazio per la sedia a rotelle del passeggero e di una rampa o di un ascensore per effettuare l'imbarco, i corridoi degli aerei sono troppo stretti per le sedie a rotelle convenzionali. Il sedile mobile offre al passeggero in sedia a rotelle una mobilità assistita durante l'imbarco e lo sbarco, nonché gli spostamenti all'interno della cabina, ad esempio verso il bagno.

## Materiali
I sedili degli aerei sono progettati per essere leggeri, ma allo stesso tempo robusti e ignifughi, tenendo conto anche del comfort dei passeggeri. Un design tipico prevede un telaio in alluminio con blocchi di schiuma poliuretanica fissati. In alcuni casi, uno strato di tessuto ignifugo, ad esempio Kevlar o Nomex, è sovrapposto al telaio, e in cima c'è uno strato di tessuto o pelle.

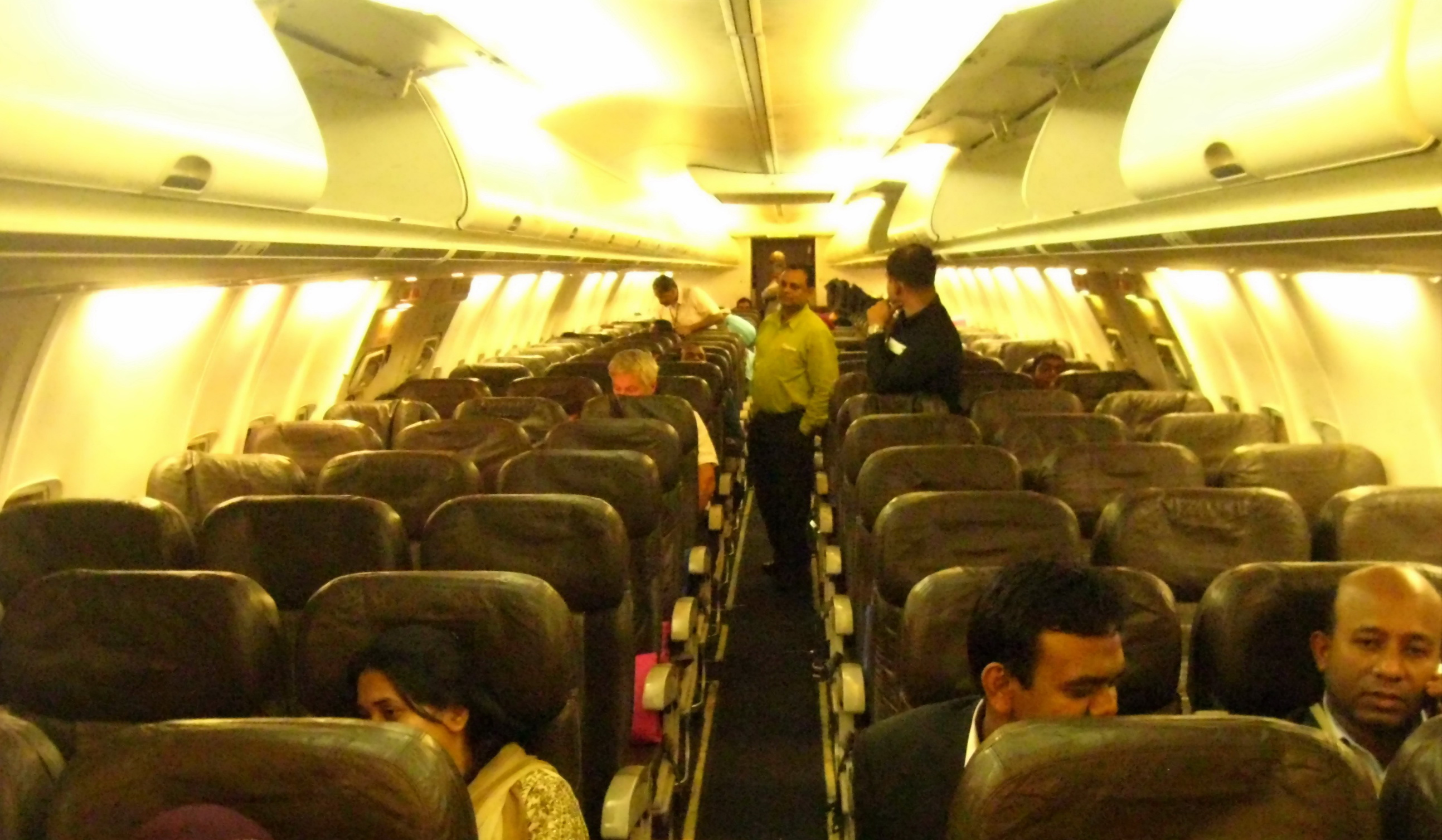
I sedili in pelle più costosi sono utilizzati sul Boeing 737-800 di Biman Bangladesh Airlines. I due motivi principali per cui si utilizzano i sedili in pelle sono la facilità di pulizia del materiale e il fatto che impedisca ad eventuali liquidi versati di penetrare nell'imbottitura.

I sedili in pelle sono più costosi dei tradizionali sedili in tessuto. Ciononostante, diverse compagnie aeree, comprese quelle a basso costo, scelgono la pelle non solo per presentare un prodotto più esteticamente adatto, ma anche perché tali sedili sono più facili da pulire ed evitano che i liquidi versati penetrino nell'imbottitura, riducendo così i problemi di manutenzione e i ritardi.

## Colorazioni
Agli albori dell'aviazione, i sedili degli aerei erano in genere di colori tenui e terrosi, come il marrone chiaro e il grigio, pensati per dare una sensazione di calma ai passeggeri. Durante gli anni '70, colori più vivaci come il rosso e l'arancione divennero più comuni. Successivamente, le tonalità di blu e grigio divennero la scelta più comune. Tuttavia, alcune compagnie aeree come Austrian Airlines, Emirates e Singapore Airlines utilizzano ancora colori tenui per i sedili.

## Servizi ausiliari

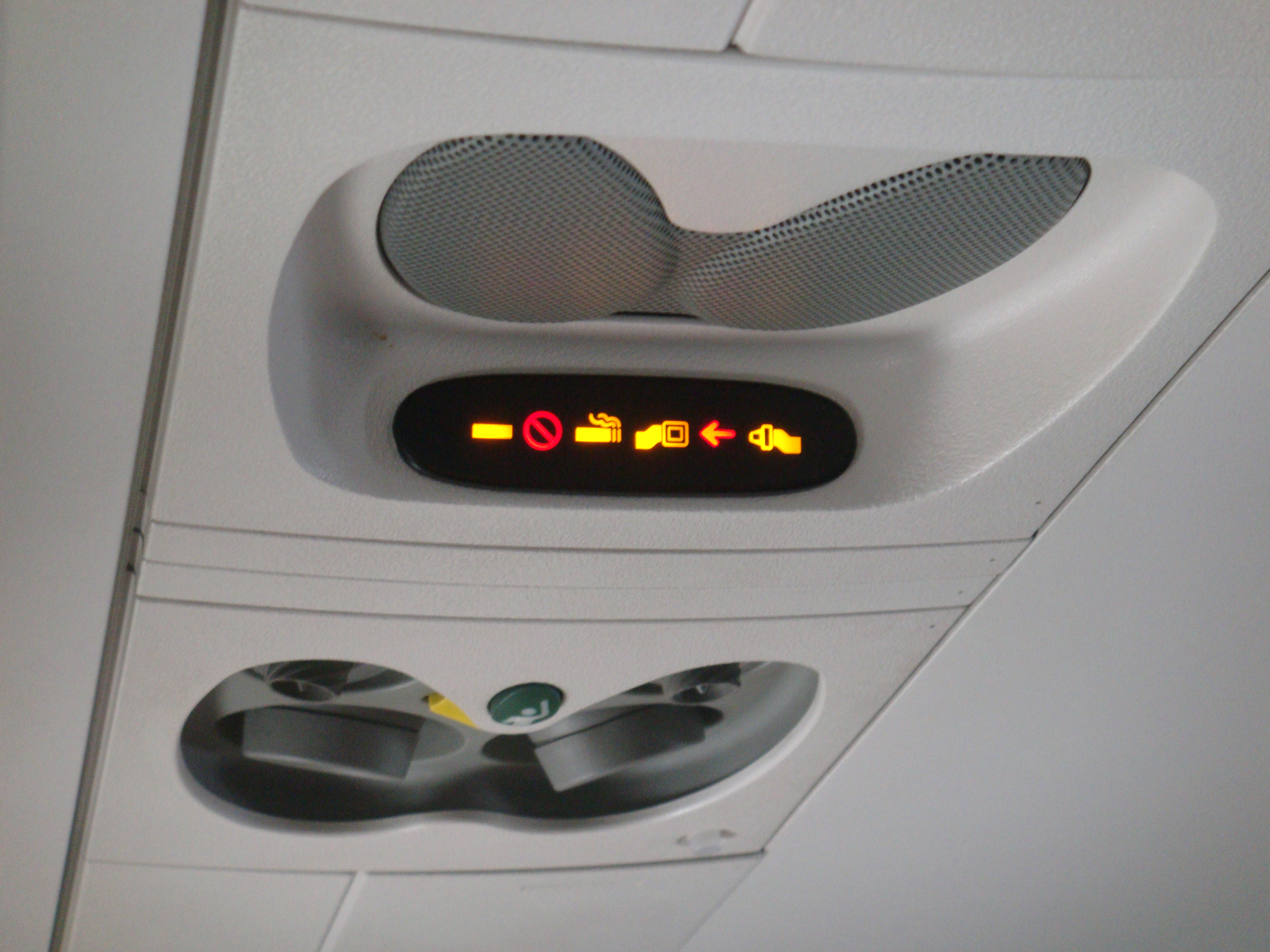
Segnali di avviso, luci e bocchette dell'areazione su un Bombardier CRJ200. In questa immagine, gli altoparlanti si trovano davanti alle luci delle cinture di sicurezza, mentre il pulsante per chiamare un assistente di volo si trova davanti alle luci di lettura.

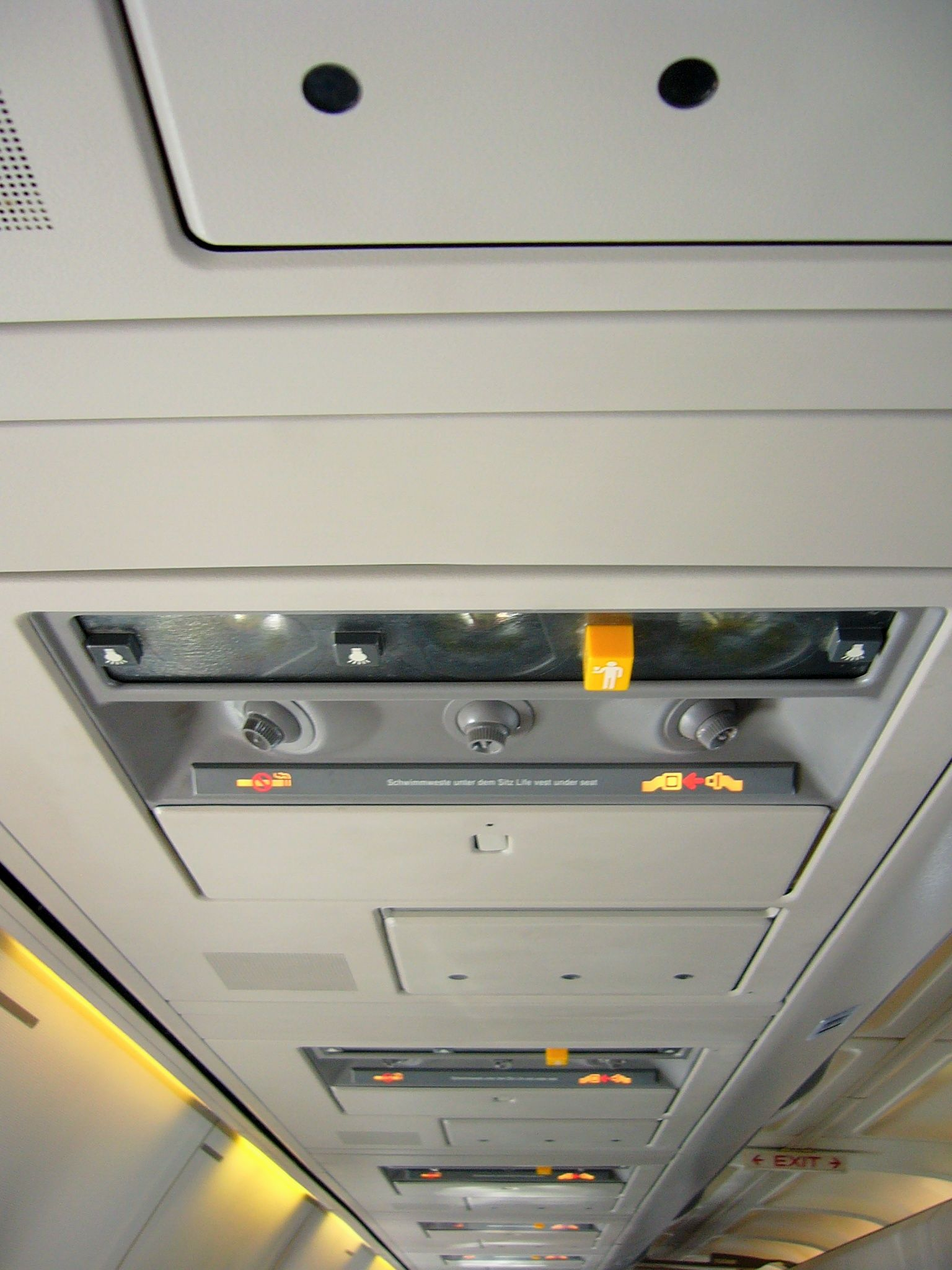
Disposizione dei comandi, delle luci e delle bocchette di areazione su un Boeing 737. Il segnale luminoso di "allacciare le cinture" si trova immediatamente davanti alle bocchette.

In genere, ogni singolo sedile (ad eccezione degli ultimi nella parte posteriore della cabina) è dotato di un piccolo set di comandi ausiliari integrati nello schienale del sedile frontale. Il sedile stesso contiene normalmente un piccolo tavolino estraibile (che deve essere ripiegato durante il decollo e l'atterraggio) e, sulla maggior parte degli aerei a fusoliera larga, uno schermo per l'infotainment ubicato direttamente sopra il tavolino (i primi aerei avevano un unico grande schermo di proiezione nella parte anteriore di ogni cabina). Direttamente sopra il sedile (parte interna della fusoliera) si trova un pannello di controllo utilizzabile dai passeggeri. I comandi di questa console possono includere:
- Una bocchetta per l'aria condizionata il cui flusso e orientamento possono essere regolati dal passeggero stesso. Questa caratteristica è presente sulla maggior parte degli aerei a fusoliera stretta, ma molte compagnie aeree l'hanno eliminata su molti aerei a fusoliera larga più recenti (come il Boeing 777).
- Una luce di lettura (spesso molto simile nell'aspetto alle bocchette dell'areazione) che può essere accesa dal passeggero per ottenere una luce supplementare, soprattutto quando le luci principali della cabina sono spente. I pulsanti per accendere e spegnere le luci si trovano solitamente nel pannello di controllo superiore sulla maggior parte degli aerei a fusoliera stretta, mentre nella maggior parte degli aerei a fusoliera larga, i pulsanti si trovano solitamente insieme ai comandi dell'infotainment (IFE), che possono essere posizionati sui braccioli, sugli schienali dei sedili o su un'interfaccia touchscreen.
- Un pulsante di chiamata che, una volta premuto, avvisa un assistente di volo di occuparsi dei passeggeri nella fila in cui è stato premuto il pulsante (un segnale acustico a basso volume nella cucina e diverse spie luminose avvisano gli assistenti di volo). Come i pulsanti delle luci di lettura, il pulsante di chiamata si trova solitamente sulla console superiore nella maggior parte degli aeromobili a fusoliera stretta, mentre si trova unito ai comandi dell'IFE sulla maggior parte degli aeromobili a fusoliera larga.
- Il segnale luminoso di "allacciare le cinture di sicurezza" si illumina durante il decollo, l'atterraggio e in caso di turbolenza. Gli aerei più vecchi, antecedenti al divieto di fumo, potrebbero ancora avere il segnale "vietato fumare"; gli aerei più recenti potrebbero invece avere il cartello "spegnere i dispositivi elettronici".

I posti vicino al finestrino sono dotati di tendine parasole per proteggere dalla luce solare. Le normative impongono che rimangano aperte durante gli atterraggi e i decolli, per garantire la visibilità dentro e fuori dall'aereo in caso di emergenza. Alcune compagnie aeree richiedono ai passeggeri di tenerle abbassate, oltre a disattivare l'illuminazione della cabina, nei momenti in cui la maggior parte dei passeggeri desidera dormire. Il Boeing 787 Dreamliner e il più recente Airbus A350 utilizzano finestrini elettrocromici al posto delle tende. Molti braccioli sono dotati di dispositivi per reclinare la poltrona e comandi per l'IFE. I posacenere, universalmente forniti quando era consentito fumare, sono ancora talvolta disponibili per gettare piccoli rifiuti.